# アゲイン!!
『アゲイン!!』は、久保ミツロウによる日本の漫画。『週刊少年マガジン』（講談社）にて2011年19号から2014年19号まで連載された。2014年7月期からテレビドラマ化された。

## ストーリー
3年間の高校生活を友達も出来ず部活にも入らず自堕落に生きてきた主人公、今村金一郎は、卒業式の日に階段から転がり落ちてしまい、3年前の入学式の日にタイムスリップしてしまう。そこで待っていたのは、かつて同じ様に自分に声を掛けてきた女子の応援団長、宇佐美。金一郎の2回目の高校生活はこうして幕を開けたのだった。

## 登場人物

### 応援団
今村 金一郎（いまむら きんいちろう）
本作の主人公。金髪に眉無しという一見すると不良のような風貌で、中学までは東京にいたため、埼玉にある「加保須南高校」では顔馴染みは一人もいなかった。
アゲイン前の高校生活は卑屈になり、髪も伸ばし放題でさらにその風貌に磨きをかけてしまい、友達が一人もいなかった。アゲイン後もややネガティヴ思考が目立つが、高校時代を一度孤独に過ごしてきたことや2度のアゲインの経験から、次第にメンタル面は強くなってきている。しかし、悪いことを自分のせいにされることには、なお恐怖心を抱いている。
卒業式の日に藤枝を追い、階段から転落しタイムスリップしてしまった。アゲイン後は紆余曲折があり、応援団に入部する。精神年齢は自分のほうが上であるという理由から、宇佐美たち先輩に対してタメ口で接する（藤枝も同様）。
応援合宿を経て、団員たちがまとまり始めた矢先、再び階段から転落し、アゲイン後の世界から一度、アゲイン前の世界に戻る。しかし、そこで宇佐美が退学した事実を知り、実際に変わり果てた宇佐美に遭遇した際手を滑らせ、窓から地面へと転落、再びアゲイン後の世界へ戻る。宇佐美、ひいては応援団のため、アゲイン後の世界を変えようと決意する。
おばあちゃんっ子。アゲイン後の世界では何かと他生徒から注目を浴びるようになり、女生徒からモテるようになる。
宇佐美 良子（うさみ よしこ）
本作のヒロイン。応援団長。黒髪に太眉で、今村とは正反対の印象。今村によると「黙ってりゃかわいい」。テレビの取材によると普段は無口で、成績は優秀。
典型的な古風で硬派な応援団のスタイルを貫いている。時代遅れと言われても自分のスタイルを変えられずにいたが、今村の影響によりそのスタイルを変えようと努力する。
アゲインによる改変前は、かぼ国との野球定期戦において自信を喪失してしまい、学校を自主退学する。その事実を知った今村により「アゲイン前の自分のその後」を知らされる。困惑しながらも自らも改変しようと定期戦に挑む。
キャラクターの造形のモデルは女優の早見あかり。作者の久保は本作の第1話を描く時に、早見の写真を原稿用紙の横に並べ、また仕事場にポスターを貼るなどして執筆を行った。一方の早見もこの作品を見たときに、宇佐美が自身に似ているな、と感じたと言う。後述するテレビドラマ版では他ならぬ早見あかりが、宇佐美役を務めている。
菅 楽喜（すが らっきー）
リーダー長。通称「スガラッキー」。色黒に濃い顔が特徴。
声が大きく、上下関係に厳しい典型的な体育会系。以前から空手部と応援団の掛け持ちをしていたが、応援団活動停止後は空手部一筋であった。
柴田の色仕掛けに対しても「ブス」と一蹴するなど、女性に対しても容赦ない。それ故に応援団に宇佐美という「女」がいることが気に入らない様子。しかしもともと応援団には熱心であり、演舞に空手の型を組み込むべきだと提案するなど、話し合いには積極的に加わる。
ちなみに、実家は「スガスガ団子本舗」という団子屋を営んでいる。
岡本 雅紀（おかもと まさき）
副団長。通称「オカ」。そばかすがトレードマーク。
今村によると「コミュ力が高い」。そのため交友関係が広く、他人の懐に入るのがうまい。他校の情報収集を得意としており、野球部の定期戦の戦力比較も行った。応援団に対する情熱は宇佐美や菅達に比べると高くなく、本人もそれを自覚しているが、応援自体は真剣に取り組む。
大隈 達彦（おおくま たつひこ）
鼓手。通称「チャンクマ」。普段は黒縁メガネをかけているが、太鼓を叩く際には外す。
宇佐美に対して好意を持っており、すぐに過剰なコミュニケーションや、ひどい時には服を脱がせようとするなど、セクハラやストーカー同然の行為を宇佐美に行い、そのたびに殴られたり蹴られたりしている。宇佐美がテレビ出演し、それを誹謗中傷され落ち込んでいる時、宇佐美に抱きつき川に落とされ全治3カ月の骨折をする。これが原因で応援団は活動停止に追い込まれた。人を怒らせてしまう言動をするため、土下座をすることが常となっている。アゲイン前も有名で「土下座の達人」とも呼ばれていた。
帰国子女のため、英語と日本語（語尾がカタカナになる）のバイリンガルだが、宇佐美に殴られたり宇佐美がほかの男性（ほとんどが金一郎）と親密であると誤解したときなどには、「ファック」「ビッチ」などの口汚い英語をブツブツとしゃべり出す。
北島（きたじま）
応援団の顧問で、生活指導担当の教師。一見厳しそうだが頭ごなしに叱るタイプではなく、応援団の記録写真を撮ったり差し入れをするなど、応援団を常に気にかけているよき理解・協力者。
俵（たわら）
応援団が野球部の定期戦で応援する姿を見て入団した男子生徒。アゲイン以前の流れでは演劇部に入部していた。ミュージカルの子役出身である。生きたいミュージカルでは金一郎に代わり主役を務めた。練習風景を動画サイトに流す、ミュージカル映像を中継するパソコンやネットを通じての宣伝活動を行う。応援団長を決める「かぼすシティマラソンでの応援勝負」では、割り切って応援することを言い切るなど、子役時代の経験からドライな面を見せる。
高梨（たかなし）
応援団が野球部の定期戦で応援する姿を見て入団した女子生徒。日野峠中学校演劇部出身。アゲイン以前の流れでは演劇部に入部していた。文化祭後は演劇部に正式入部した。
椿ヶ丘（つばきがおか）
応援団が野球部の定期戦で応援する姿を見て入団した女子生徒。高梨とおなじ日野峠中学校演劇部出身。アゲイン以前の流れでは演劇部に入部していた。文化祭後は演劇部に正式入部した。

### 応援団に関わる生徒
藤枝 暁（ふじえだ あきら）
もう一人のヒロイン。通称「アキ」。物語の元凶とも言え、今村と応援団部室前で遭遇し、被害妄想による早合点により階段から転落、今村と共に3年前にタイムスリップすることになる。
当初アゲインを楽しもうとしたが、未来を知っているために周りから見るとズレた発言をしてしまい、孤立気味になって嫌悪されるようになる。周囲の環境は今村と逆転することになる。
物怖じせず面倒見がよい性格で、今村や応援団の活動をたびたび後押しするようになる。
柴田 麗緒（しばた れお）
今村のクラスメート。通称「レオ」。勉強一筋で女子では学年トップの成績を誇り、アゲイン前は今村によると「スゲーいい大学」に合格したとされる。
高校入学後に違うことをしてみたいと思いチア部に入部する。当初は安部に従いハニートラップとして今村に接触するが、安部の卑劣なやり方に次第に反意を抱き、チア部に見切りをつけ今村に協力することを決意する。
今村に好意を抱き、アプローチを仕掛けるが…。
安部 珠貴（あべ たまき）
チアリーダー部の部長。通称「アベタマ」。基本的にはぶりっ子で通しているが、応援団潰しを計画したり、女子への免疫力が低いと睨んだ今村へのハニートラップを後輩へ指示するなど腹黒い。アゲイン前は後に応援団を乗っ取ることになる。
チア部と応援団の合同応援練習の取りまとめの「応援総指揮」を、事実上成り立っていない応援団の団長である宇佐美に任されているのが気に入らないらしく、宇佐美への妨害を目論む。
また、1年の合宿時に宇佐美によりチア部が一時活動停止にさせられたこともあり、元から応援団とチア部は不仲である。
鈴木 和史（すずき かずし）
今村のクラスメート。野球部に所属しており、ポジションは投手。1年生ながら定期戦で先発を任されるほどの実力を備えているが、非常にメンタルが弱い。マネージャーで幼なじみの美根子に想いを寄せており、告白するものの振られてしまう。アゲイン前ではその後、膝の怪我を理由に退部し、美根子への未練を残したまま卒業する。卒業の時には髪を伸ばして染め、体型も太っていた。アゲインの世界では、今村に定期戦で投げる自分を応援して欲しいと頼む。
ヒロ君
アゲイン前の世界での藤枝の彼氏。サッカー部所属。後にアゲインして3年前の世界へ行くことになる。
実は年上好きで、藤枝と付き合っていたのは本意ではない。
アゲイン後の世界では自分の欲望に忠実になり、性格もゲスくなっている。
花高（はなたか）
演劇部所属。アゲイン前では後に女子大生グラビアアイドル「TAKA」として有名になる。が、高校時代には地味で終始様々な人物に「ブス」と罵られる。今村と同じ暗い青春時代を送ってきた。
Twitterでのユーザーネームは「TAKA_Destiny_」。アイコンはアニメかゲームのキャラと思われる。常にツイートしているため、今村にも監視される。
決して美形には描かれていないが、今村は彼女の顔を見て胸の高鳴りを感じた。アゲイン前のTAKAは嫌いなタイプだった。

### その他の人物
岩崎 千紘（いわさき ちひろ）
埼玉県立かぼす国際スーパーサイエンス高校の応援団長。小柄でオールバック、口ひげを生やしている。
堂々とした性格で、宇佐美が自分に惚れていることを認識している。
1年生のころは応援で熱中症により倒れるほど虚弱であったが、猛練習を積んだ結果、次の年には応援団の中でも最も大きな声を出すようになっていた。
金一郎の母
金一郎とは正反対で、明るく話し好き・世話好きな性格。テレビドラマ版では今村 里子（いまむら さとこ）と名前が付いている。
金一郎の祖母
物事にあまり動じない。アゲイン前の金一郎の高校卒業時には既に故人となっていた。

## 単行本
- 久保ミツロウ 『アゲイン!!』 講談社〈KCデラックス〉、全12巻
  1. 2011年9月16日発売 ISBN 978-4-06-384542-6
  2. 2011年11月17日発売 ISBN 978-4-06-376147-4
  3. 2012年1月17日発売 ISBN 978-4-06-376184-9
  4. 2012年4月17日発売 ISBN 978-4-06-376626-4
  5. 2012年7月17日発売 ISBN 978-4-06-376653-0
  6. 2012年10月17日発売 ISBN 978-4-06-376714-8
  7. 2013年1月17日発売 ISBN 978-4-06-376768-1
  8. 2013年4月17日発売 ISBN 978-4-06-376808-4
  9. 2013年7月17日発売 ISBN 978-4-06-376859-6
  10. 2013年10月17日発売 ISBN 978-4-06-376903-6
  11. 2014年2月17日発売 ISBN 978-4-06-376929-6
  12. 2014年5月16日発売 ISBN 978-4-06-376984-5

## テレビドラマ
2014年7月21日から9月22日まで、MBSで制作されTBS系で放送された。主人公の今村金一郎役はジャニーズWESTの藤井流星、宇佐美良子役は早見あかりが演じた。久保ミツロウ作品の実写ドラマ化は2010年の『モテキ』（テレビ東京）以来4年ぶり。
なお、本項目では日時表記を日本標準時（JST）で記載し、提出された出典内容や公式ウェブサイトで表示されている内容とは異なる。

### キャスト
詳細な人物説明は原作項目を参照。本項では簡単な続柄を記載。
- 今村 金一郎 - 藤井流星（ジャニーズWEST）（幼少期：大河原爽介 / 少年期：髙野桜大）
- 宇佐美 良子 - 早見あかり
- 柴田 麗緒 - 小島藤子
- 安部 珠貴 - 久住小春
- 藤枝 暁 - 岡野真也
- 岡本 雅紀 - 岡安旅人
- 大隈 達彦 - 渡辺佑太朗
- ヒロ君 - 神山智洋（ジャニーズWEST）
- 鈴木 和史 - 宮里駿
- ふとっちょ鈴木 - 草野イニ
- えま - 佐藤玲
- 千絵 - 石崎なつみ
- ナミ - 小瀬田麻由
- ヒトミ - 阿部菜渚美
- ナオ - 平間彰吾
- 河本 - 川村明香
- 伊里 登志雄 - 牧村泉三郎
- ばーちゃん - 藤夏子
- 菅 楽喜 - 堤下敦（インパルス）
- 岩崎 千紘 - 浜野謙太
- 北島 - 近藤芳正
- 今村 里子 - 浅田美代子

### スタッフ
- 原作 - 久保ミツロウ『アゲイン!!』（週刊少年マガジン掲載 / 講談社）
- 脚本 - 高山直也、稲本達郎、川嶋澄乃、森山あけみ
- 音楽 - 安達練
- 監督 - 李闘士男、深迫康之（MBS）、木内健人
- 主題歌 - ジャニーズWEST「夢を抱きしめて」（Johnny's Entertainment）
- オープニング曲 - ジャニーズWEST「SUPERSTAR」（Johnny's Entertainment）
- 助監督 - 中西正茂、谷口尊洋、山田祐輔、渡辺修
- オープニングタイトル - 岡有美
- ヴィジュアルエフェクト - 泉谷修（日本エフェクトセンター）
- アクション - 中島輝明、オフィスワイルド
- 応援団指導・監修 - 牛渡豪史、犬竹高（大東文化大學全學應援團）
- 応援歌編曲 - 塚田誠
- ダンス指導 - あさづきかなみ
- 新応援歌コーディネート - SKY-B-ROAD
- 和太鼓演奏 - 花原京正（無限）
- 撮影協力 - 茨城県立中央高等学校、かすみがうら市観光商工課、いばらきフィルムコミッション
- 技術協力 - WING-T、ジースタッフ
- 照明協力 - ラ・ルーチェ
- 編集・MA - ビデオスタッフ
- 企画・プロデュース - 篠原廣人（ソニー・ミュージックエンタテインメント）
- チーフプロデューサー - 前田利洋（ソニー・ミュージックエンタテインメント）、長松谷太郎（ジェイ・ストーム）、丸山博雄（MBS）、立石謙介
- プロデューサー - 宮前泰志、宇野航（リーライダーす） / 深迫康之（MBS）
- ラインプロデューサー - 植田中
- プロデューサー補 - 岡元太、小田裕子、新穂のりこ、船橋宗寛
- 制作プロダクション - リーライダーす
- 製作 - 「アゲイン!!」製作委員会 / MBS

### 放送日程
| 各話                                                      | 放送日（MBS） | 放送日（TBS） | 脚本       | 監督     |
| --------------------------------------------------------- | ------------- | ------------- | ---------- | -------- |
| 第1話                                                     | 7月21日       | 7月23日       | 高山直也   | 李闘士男 |
| 第2話                                                     | 7月28日       | 7月30日       | 高山直也   | 李闘士男 |
| 第3話                                                     | 8月04日       | 8月06日       | 高山直也   | 李闘士男 |
| 第4話                                                     | 8月11日       | 8月13日       | 稲本達郎   | 深迫康之 |
| 第5話                                                     | 8月18日       | 8月20日       | 稲本達郎   | 深迫康之 |
| 第6話                                                     | 8月25日       | 8月27日       | 川嶋澄乃   | 木内健人 |
| 第7話                                                     | 9月01日       | 9月03日       | 川嶋澄乃   | 木内健人 |
| 第8話                                                     | 9月08日       | 9月10日       | 森山あけみ | 木内健人 |
| 第9話                                                     | 9月15日       | 9月17日       | 稲本達郎   | 李闘士男 |
| 最終話                                                    | 9月22日       | 9月24日       | 高山直也   | 李闘士男 |
| 平均視聴率 1.1%（視聴率は関東地区、ビデオリサーチ社調べ） |               |               |            |          |

### ネット局
| 放送対象地域   | 放送局                    | 系列    | 放送期間                  | 放送日時 | ナビ番組放送日時                  | 備考                          |
| -------------- | ------------------------- | ------- | ------------------------- | --- | --------------------------------- | ----------------------------- |
| 近畿広域圏     | 毎日放送（MBS）           | TBS系列 | 2014年7月21日 - 9月22日   | 月曜 0:50 - 1:20（日曜日深夜） | 7月14日 1:00 - 1:30（13日深夜）   | 制作局 解説放送を実施         |
| 関東広域圏     | TBSテレビ（TBS）          | TBS系列 | 2014年7月23日 - 10月1日   | 水曜 1:11 - 1:41（火曜日深夜） | 7月16日 1:23 - 1:53（15日深夜）   | 2日遅れ                       |
| 静岡県         | 静岡放送（SBS）           | TBS系列 | 2014年7月25日 - 9月26日   | 金曜 0:53 - 1:23（木曜日深夜） | 7月18日 0:53 - 1:23（17日深夜）   | 4日遅れ                       |
| 広島県         | 中国放送（RCC）           | TBS系列 | 2014年7月25日 - 9月26日   | 金曜 1:38 - 2:08（木曜日深夜） |                                   | 4日遅れ                       |
| 宮城県         | 東北放送（TBC）           | TBS系列 | 2014年7月28日 - 9月29日   | 月曜 1:25 - 1:55（日曜日深夜） |                                   | 7日遅れ                       |
| 北海道         | 北海道放送（HBC）         | TBS系列 | 2014年7月29日 - 9月30日   | 火曜 1:10 - 1:40（月曜日深夜） | 7月22日 1:10 - 1:40（21日深夜）   | 8日遅れ                       |
| 福岡県         | RKB毎日放送（RKB）        | TBS系列 | 2014年7月29日 - 9月30日   | 火曜 1:58 - 2:28（月曜日深夜） |                                   | 8日遅れ                       |
| 新潟県         | 新潟放送（BSN）           | TBS系列 | 2014年7月30日 - 10月1日   | 水曜 1:13 - 1:43（火曜日深夜） | 7月23日 1:13 - 1:43（22日深夜）   | 9日遅れ                       |
| 長崎県         | 長崎放送（NBC）           | TBS系列 | 2014年8月8日 - 10月16日   | 金曜 0:43 - 1:13（木曜日深夜） | 8月1日 0:43 - 1:13（7月31日深夜） | 18日遅れ                      |
| 中京広域圏     | CBCテレビ（CBC）          | TBS系列 | 2014年8月8日 - 9月29日    | 金曜 1:50 - 2:20（木曜日深夜） 9月22日（月）1:33 - 2:33（21日〈日〉深夜） 9月29日（月）2:07 - 2:37（28日〈日〉深夜）                                                                                         |                                   | 第7話まで 第8話・第9話 最終話 |
| 岡山県・香川県 | 山陽放送（RSK）           | TBS系列 | 2014年8月10日 -10月5日    | 日曜 13:00 - 13:30 |                                   | 13日遅れ                      |
| 石川県         | 北陸放送（MRO）           | TBS系列 | 2014年8月17日 - 10月19日  | 日曜 2:23 - 2:53（土曜日深夜） |                                   | 27日遅れ                      |
| 愛媛県         | あいテレビ（ITV）         | TBS系列 | 2014年9月12日 - 11月28日  | 金曜 1:04 - 1:34（木曜日深夜） |                                   | 53日遅れ                      |
| 富山県         | チューリップテレビ（TUT） | TBS系列 | 2014年10月14日 - 10月18日 | 14日（火） 0:53 - 1:53（13日〈月〉深夜） 15日（水） 1:08 - 2:08（14日〈火〉深夜） 16日（木） 1:20 - 2:20（15日〈水〉深夜） 17日（金） 1:05 - 2:05（16日〈木〉深夜） 18日（土） 2:30 - 3:30（17日〈金〉深夜） |                                   | 一日2話ずつ放送               |

### 原作との相違点
- 「加保須南高等学校」は原作では埼玉県に所在するが、ドラマ版では茨城県になっている。

| TBS系 MBS 月曜0:50 - 1:20（日曜24:50 - 25:20）枠 | TBS系 MBS 月曜0:50 - 1:20（日曜24:50 - 25:20）枠 | TBS系 MBS 月曜0:50 - 1:20（日曜24:50 - 25:20）枠 |
| 前番組                                           | 番組名                                           | 次番組                                           |
| ------------------------------------------------ | ------------------------------------------------ | ------------------------------------------------ |
| 新解釈・日本史 （2014.4.28 - 2014.6.23）         | アゲイン!! （2014.7.21 - 2014.9.22）             | 深夜食堂3 （2014.10.20 - ）                      |
| TBS 水曜1:11 - 1:41（火曜25:11 - 25:41）枠       |                                                  |                                                  |
| 新解釈・日本史 （2014.4.30 - 2014.6.25）         | アゲイン!! （2014.7.23 - 2014.10.1）             | 深夜食堂3 （2014.10.22 - ）                      |